# Сулин (Миллеровский район)
Сули́н — хутор в Миллеровском районе Ростовской области, недалеко от границы с Украиной. Административный центр Сулинского сельского поселения.

## География

### Улицы
- ул. Верхняя,
- ул. Дачная,
- ул. Казачья,
- ул. Майская,
- ул. Набережная,
- ул. Садовая,
- ул. Северная,
- ул. Центральная
- пер. Западный.

## История
В 1763 году у походного есаула Алексея Сулина был хутор, в нём было 18 мужчин. В 1799 году это место значилось, как слобода старшины Никиты Сулина, основанная старшиной Семёном Сулиным. По этой фамилии и был назван хутор. В 1819—1822 годах в слободе полковника Сулина было 34 двора, 120 мужчин и 119 женщин.

## Население
| 2010 |
| ---- |
| 611  |

## Достопримечательности
Территория Ростовской области была заселена ещё в эпоху неолита. Люди, живущие на древних стоянках и поселениях у рек, занимались в основном собирательством и рыболовством. Степь для скотоводов всех времён была бескрайним пастбищем для домашнего рогатого скота. От тех времен осталось множество курганов с захоронениями жителей этих мест. Курганы и курганные группы находятся на государственной охране.
Поблизости от территории хутора Сулин Миллеровского района расположено несколько достопримечательностей — памятников археологии. Они охраняются в соответствии с Федеральным законом от 25.06.2002 N 73-ФЗ «Об объектах культурного наследия (памятниках истории и культуры) народов Российской Федерации», Областным законом от 22.10.2004 N 178-ЗС «Об объектах культурного наследия (памятниках истории и культуры) в Ростовской области», Постановлением Главы администрации РО от 21.02.97 N 51 о принятии на государственную охрану памятников истории и культуры Ростовской области и мерах по их охране и др.
- Курганная группа «Степин Яр» (2 кургана). Находится на расстоянии около 2,8 км к юго-юго-востоку от хутора Сулин.
- Курганная группа «Сулин I» (2 кургана). Находится на северо-восточной окраине хутора Сулин.
- Курганная группа «Сулин II» (5 курганов). Находится на расстоянии около 1,5 км к югу от хутора Сулин.
- Курганная группа «Сулин III» (5 курганов). Находится на расстоянии около 2,9 км к юго-западу от хутора Сулин[4].